# Danh sách phối ngẫu Hannover
Do luật kế vị Salic, tất cả các quốc vương của Vương quốc Hannover đều là nam giới, là tuyển hầu từ năm 1692 đến năm 1814 và là vua từ năm 1814 đến năm 1866. Do đó, vợ của họ là tuyển hầu và sau đó là nữ hoàng.

## Tuyển hầu phu nhân
| Hình ảnh | Tên                               | Thân phụ                                                                  | Sinh                 | Kết hôn             | Trở thành Tuyển hầu phu nhân              | Không còn là Tuyển hầu phu nhân          | Mất                  | Phối ngẫu    |
| -------- | --------------------------------- | ------------------------------------------------------------------------- | -------------------- | ------------------- | ----------------------------------------- | ---------------------------------------- | -------------------- | ------------ |
|          | Sophie của Pfalz                  | Friedrich V, Tuyển hầu tước xứ Pfalz (Pfalz-Simmern)                      | 14 tháng 10 năm 1630 | 30 tháng 9 năm 1658 | 1692 chồng trở thành cử tri được chỉ định | 23 tháng 1 năm 1698 chồng mất            | 8 tháng 6 năm 1714   | Ernst August |
|          | Caroline xứ Ansbach               | Johann Friedrich, Phong địa Bá tước xứ Brandenburg-Ansbach (Hohenzollern) | 1 tháng 3 năm 1683   | 22 tháng 8 năm 1705 | 11 tháng 6 năm 1727 chồng lên ngôi        | 20 tháng 11 năm 1737                     | 20 tháng 11 năm 1737 | George II    |
|          | Charlotte xứ Mecklenburg-Strelitz | Công tước Karl Ludwig Friedrich xứ Mecklenburg (Mecklenburg)              | 19 tháng 5 năm 1744  | 8 tháng 9 năm 1761  | 8 tháng 9 năm 1761                        | 12 tháng 10 năm 1814 Trở thành vương hậu | 17 tháng 11 năm 1818 | George III   |

## Vương hậu
| Hình ảnh | Tên                                | Thân phụ                                                     | Sinh                | Kết hôn             | Trở thành Vương hậu                                          | Không còn là Vương hậu                        | Mất                  | Kết hôn      |
| -------- | ---------------------------------- | ------------------------------------------------------------ | ------------------- | ------------------- | ------------------------------------------------------------ | --------------------------------------------- | -------------------- | ------------ |
|          | Charlotte xứ Mecklenburg-Strelitz  | Công tước Karl Ludwig Friedrich xứ Mecklenburg (Mecklenburg) | 19 tháng 5 năm 1744 | 8 tháng 9 năm 1761  | 12 tháng 10 năm 1814 Hannover được nâng lên thành vương quốc | 17 tháng 11 năm 1818                          | 17 tháng 11 năm 1818 | George III   |
|          | Caroline xứ Braunsweig             | Karl II, Công tước xứ Braunschweig-Wolfenbüttel (Welf)       | 17 tháng 5 năm 1768 | 8 tháng 4 năm 1795  | 29 tháng 1 năm 1820 chồng lên ngôi                           | 7 tháng 8 năm 1821                            | 7 tháng 8 năm 1821   | George IV    |
|          | Adelheid xứ Sachsen-Meiningen      | Georg I, Công tước xứ Sachsen-Meiningen (Sachsen-Meiningen)  | 13 tháng 8 năm 1792 | 13 tháng 7 năm 1818 | 26 tháng 6 năm 1830 chồng lên ngôi                           | 20 tháng 6 năm 1837 chồng mất                 | 2 tháng 12 năm 1849  | William      |
|          | Friederike xứ Mecklenburg-Strelitz | Karl II, Đại Công tước xứ Mecklenburg (Mecklenburg)          | 3 tháng 3 năm 1778  | 29 tháng 5 năm 1815 | 20 tháng 6 năm 1837 chồng lên ngôi                           | 29 tháng 6 năm 1841                           | 29 tháng 6 năm 1841  | Ernst August |
|          | Marie xứ Sachsen-Altenburg         | Joseph, Công tước xứ Sachsen-Altenburg (Sachsen-Altenburg)   | 14 tháng 4 năm 1818 | 18 tháng 2 năm 1843 | 18 tháng 11 năm 1851 chồng lên ngôi                          | 20 tháng 9 năm 1866 Chế độ quân chủ bị bãi bỏ | 9 tháng 1 năm 1907   | Georg V      |